# Přečerpávací vodní elektrárna Kruonis
Přečerpávací vodní elektrárna Kruonis (litevsky Kruonio hidroakumuliacinė elektrinė) je přečerpávací elektrárna v Litvě. Nachází se poblíž městečka Kruonis v Kaunaském kraji na řece Němen. Dílo začalo být budováno v roce 1978 a první z turbín byla spuštěna v roce 1992. Výkon elektrárny činí 900 MW v režimu turbíny.

## Historie a technické informace

### Projekt
Dne 18. dubna 1960 bylo rozhodnuto o výstavbě konvenční elektrárny Elektrėnai poblíž stejnojmenného města. Již tehdy se počítalo s jadernou elektrárnou Ignalina, proto vznikl nápad postavit hydroakumulační elektrárnu, která by regulovala práci energetického systému vyrovnáváním nerovnoměrného zatížení, tedy zkvalitňovala dodávky elektřiny a v případě odstávky kompenzovala energetický deficit.
v roce 1962 po prozkoumání šesti možných stavenišť pro takovou elektrárnu se jako nejslibnější ukázaly elektrárny Kruonis (1600 MW) a Sudervės (2000 MW). Podstatnou výhodou lokality Kruonis však bylo to, že jako spodní nádrž šlo využít lagunu Kaunas. Sudervės případě Sudervės by bylo nutné spodní nádrž nejprve vybudovat.
Dne 16. června 1967 na jednání o rozvoji energetiky bylo rozhodnuto o výstavbě přečerpávací elektrárny Kruonis. Dne 15. června 1973 bylo přijato hlavní technicko-ekonomické odůvodnění elektrárny Kruonis Radou pro energetiku a elektrifikaci. Dne 3. června 1973 byl předložený projekt schválen Radou ministrů Litevské SSR.

### Výstavba
Dne 4. dubna 1978 byl definitvně schválen technický projekt a brzy na to provedeny první přípravné práce.
Dne 21. dubna 1984 byl položen základní kámen elektrárny Kruonis. Projektovaný výkon byl 1600 MW v režimu turbíny s osmi bloky po 200 MW. Jak výstavba postupovala, v druhé polovině 80. let začaly proti protestu protestovat především zelené organizace, které tvrdily, že hladina laguny Kaunas bude kolíkas o několik metrů a nahlodá břehy laguny. To způsobilo zastavení stavby a vědci dostali za úkol projekt přezkoumat. Přestože nenašli zádné projektové chyby, bylo na konci 80. let rozhodnuto snížit počet bloků na čtyři a zvýšit výkon jednoho bloku na 225 MW z tehdy plánovaných 200 MW. V součtu měl mít projekt již jen 900 MW.
V roce 1988 byla stavba zastavena a financování ze sovětského rozpočtu bylo přerušeno. Tehdy byl první blok téměř připraven ke spuštění.

### Uvedení do provozu
Po vyhlášení nezávislosti na Sovětském svazu v roce 1990 se samostatná Litva rozhodla dokončit elektrárnu sama. Šlo o významnou investici, protože země byla v počátcích 90. letech ekonomicky nestabilní.
První z bloků byl uveden do provozu 18. února 1992. Dne 14. července 1992 byla horní nádrž zcela naplněna. Praxe ukázala, že obavy demonstrantů byly neopodstatněné.
Druhý blok byl spuštěn 5. srpna 1992. Třetí jednotka byla uvedena do provozu 3. srpna 1994. Poslední blok č. 4 byl do provozu uveden 30. června 1998.
Elektrárna disponuje výkonem 900 MW v režimu turbíny a 868 MW v režimu čerpadla.

### Rozšíření
Od roku 2010 AB Lietuvos energija plánovala instalaci pátého vodního bloku o výkonu 225 MW. Měl být účinnější a flexibilnější než ty staré. Plány na výstavbu pátého bloku elektrárny Kruonis však byly pozastaveny kvůli nejistotám na trhu výroby elektřiny a také bylo rozhodnuto počkat na dokončení projektů elektrické přípojky.
V roce 2016 byla plánována aktualizace studie proveditelnosti dostavby přečerpávací elektrárny. Dne 25. února 2021 Ignitis schválil plán rozvoje a plány do roku 2025; nainstalovat nový pátý blok o výkonu 110 MW. Po dokončení prací by elektrárna měla dosahovat výkonu 1010 MW v režimu turbíny. Náklady na projekt by měly být 80 milionů eur.

## Galerie

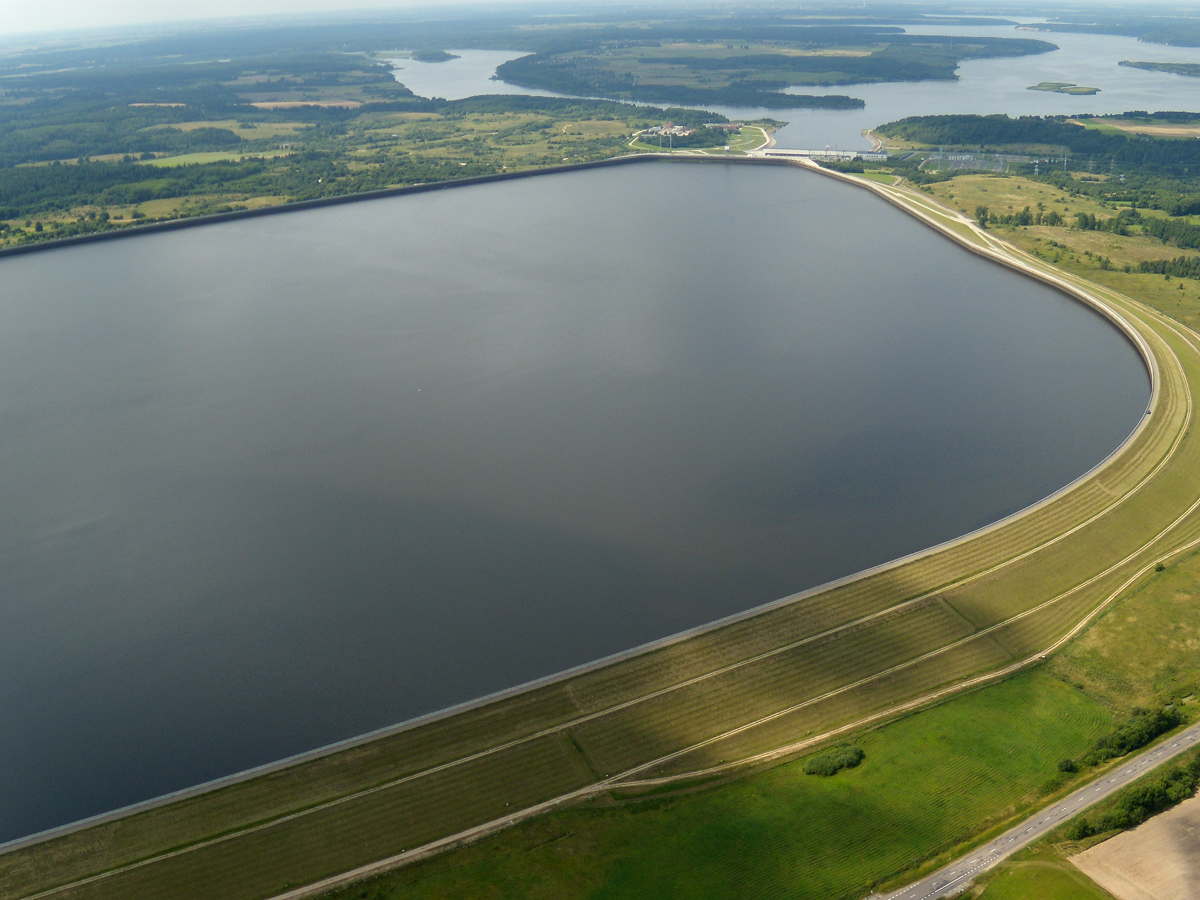
Horní nádrž elektrárny
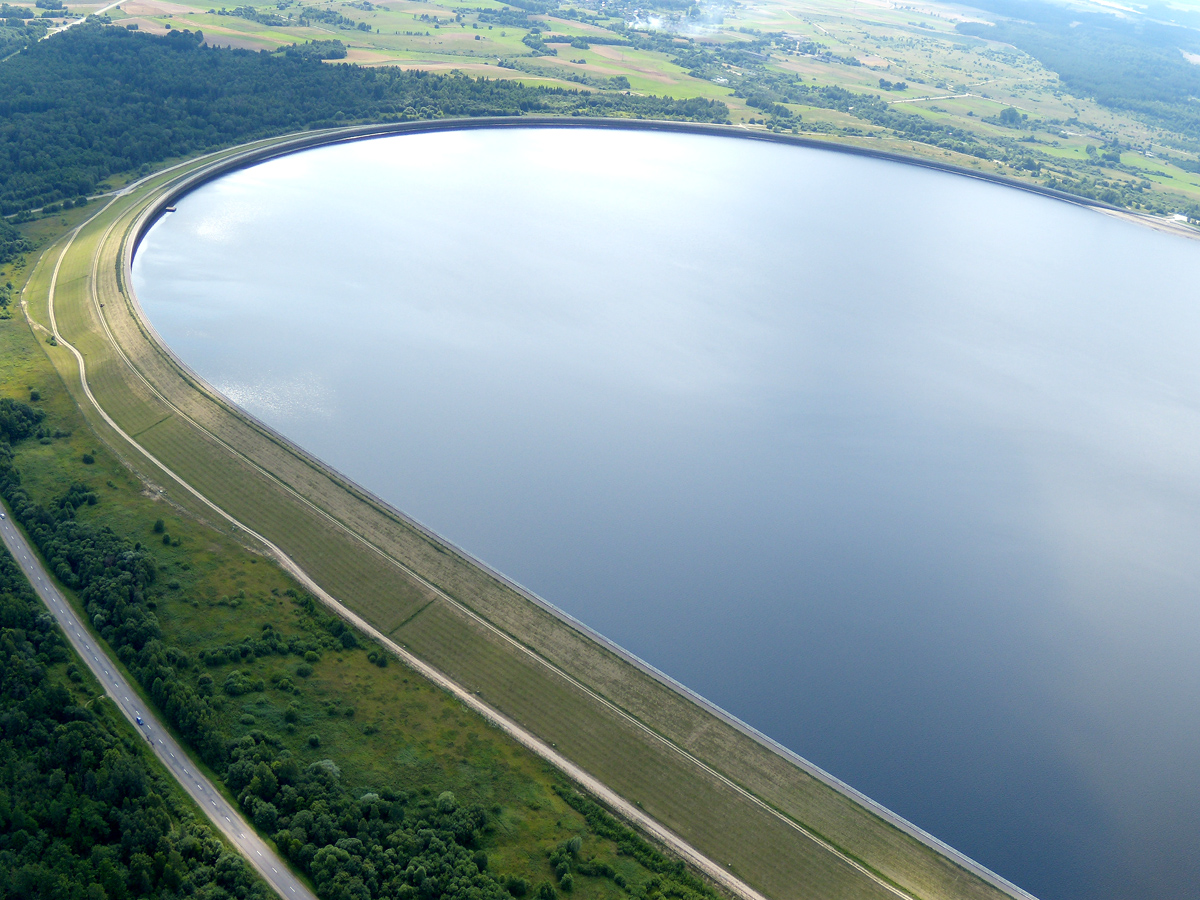
Horní nádrž elektrárny, 2009
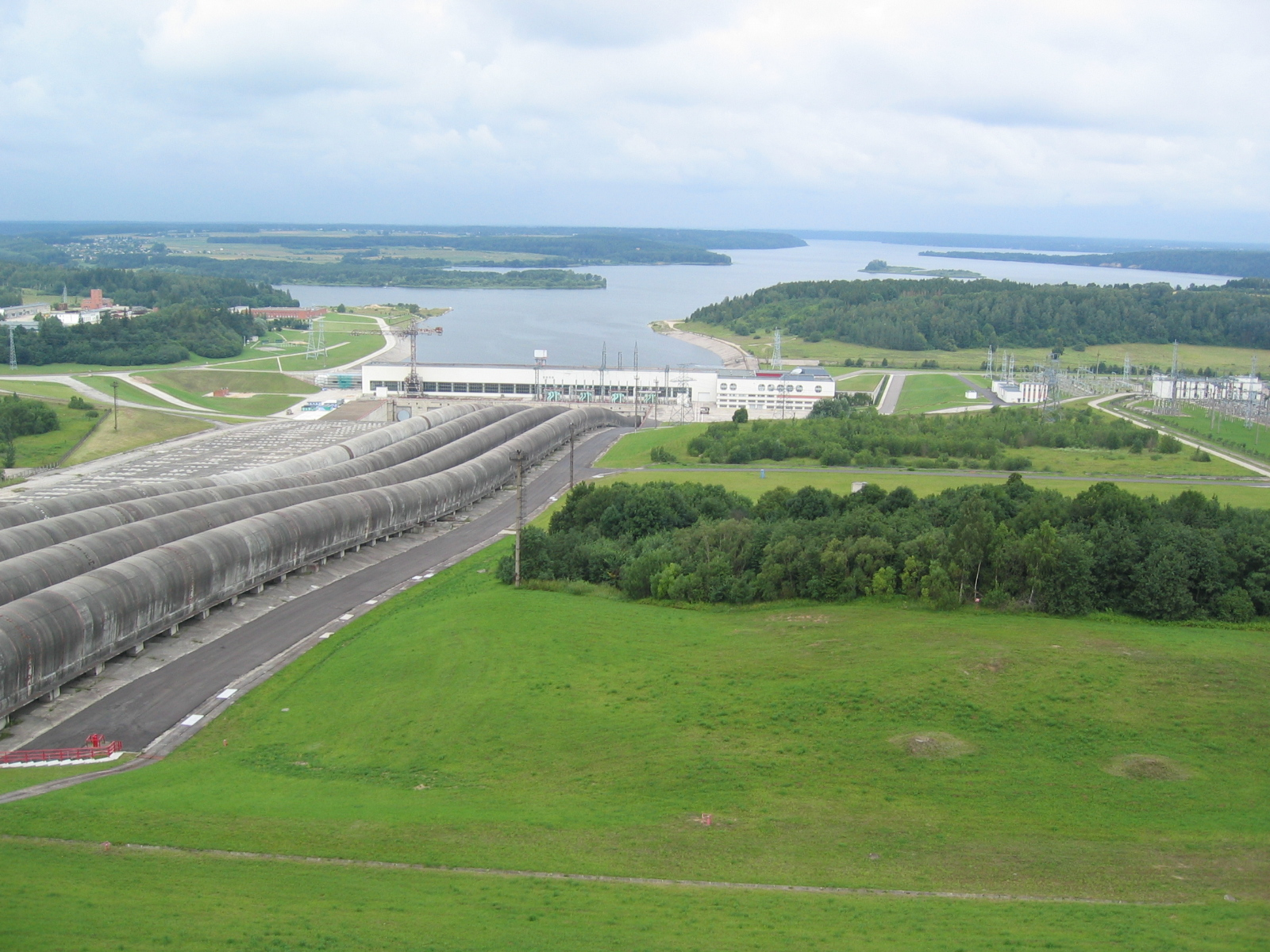
Potrubí přečerpávací elektrárny, 2005
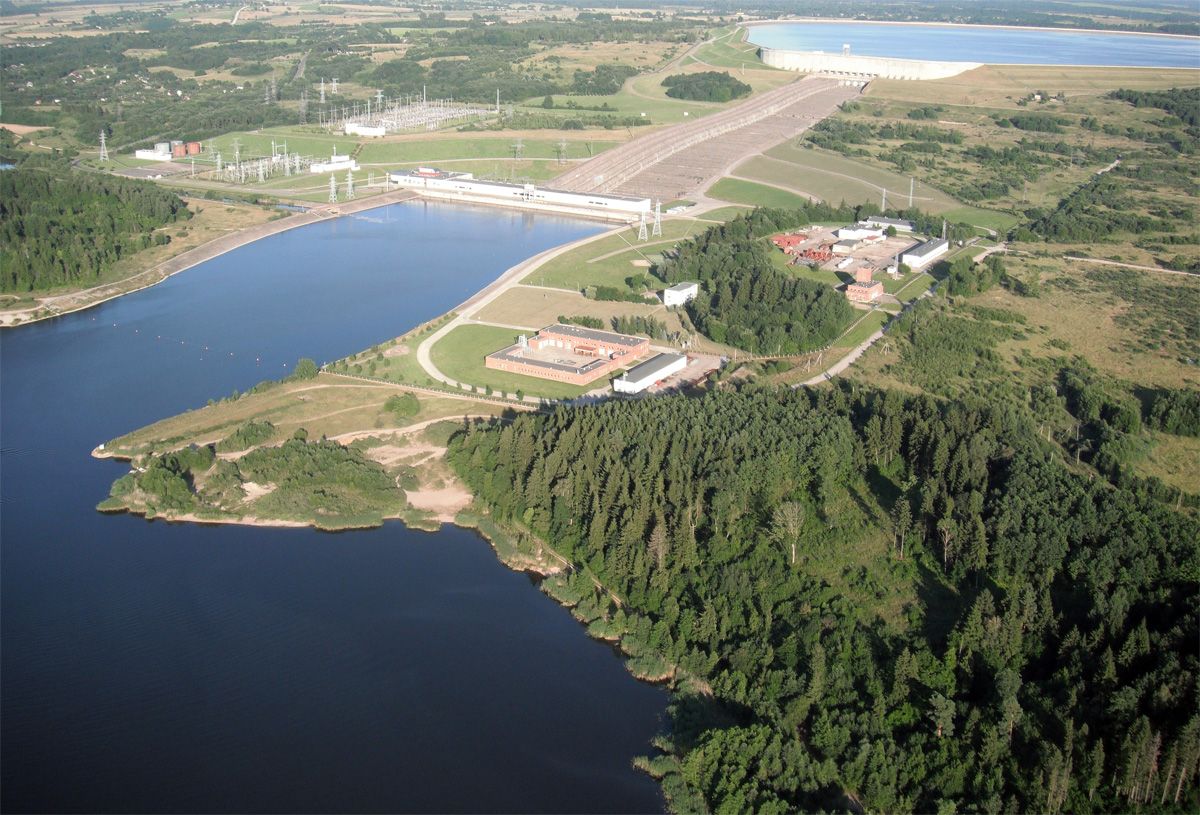
Ptačí perspektiva elektrárny, 2010